# Scotopteryx coarctaria
Scotopteryx coarctaria là một loài bướm đêm trong họ Geometridae.